# Kariya
Kariya (Japans: 刈谷市, Kariya-shi) is een stad in de Japanse prefectuur Aichi. De oppervlakte van deze stad is 50,45 km² en eind 2009 had de stad circa 146.500 inwoners.

## Geschiedenis
In de Tweede Wereldoorlog stonden in Kariya hoge torens, gefinancierd door Duitsland, die gebruikt werden voor de communicatie bij de aanval op Pearl Harbor. Deze torens zijn ontmanteld.
Kariya werd op 1 april 1950 een stad (shi).

## Economie
In Kariya staan bedrijven die gelieerd zijn aan de Toyota Motor Corporation(トヨタ自動車), zoals Toyota Industries Corporation en Denso Corporation. Toyota Industries, in 1926 begonnen als producent van weefgetouwen, was het oorspronkelijke bedrijf dat haar winst in de automobielindustrie investeerde. Het hoofdkantoor staat nog steeds in Kariya.

## Verkeer
Kariya ligt aan de Nagoya-hoofdlijn en Mikawa-lijn van Meitetsu (Nagoya Spoorwegmaatschappij) en aan de Tokaido-hoofdlijn van de Central Japan Railway Company.
Kariya ligt aan de nationale autowegen 1, 23, 155 en 419 en aan de prefecturale autowegen 48, 50, 51 en 54.

## Bezienswaardigheden
- Mando-festival, letterlijk '10.000 lantaarns', een festival in het eerste weekeinde van augustus
- Restanten van kasteel Kariya in het Kijo-park, het kasteel gebouwd door Mizuno Tadamasa in 1533
- Ryogon-ji, een boeddhistische tempel met de graven van enkele leden van de Mizuno-familie
- Buste van Toyoda Sakichi, de oprichter van de voorloper van Toyota Industries
- Kozutsumi-Nishi-vijver, met een grote iristuin

## Partnersteden
Kariya heeft een stedenband met
- Mississauga, Ontario, Canada, sinds 7 juli 1981

## Geboren in Kariya
- Mizuno Tadamasa (水野忠政, Mizuno Tadamasa), samurai, heer van kasteel Kariya en grootvader van Tokugawa Ieyasu
- Mizuno Nobumoto (水野信元, Mizuno Nobumoto), daimyo, heer van kasteel Kariya
- Mizuno Katsushige (水野 勝成, Mizuno Katsushige), daimyo
- On Kawara (河原温, Kawara On), kunstenaar/schilder
- Nobuyuki Sato (佐藤信之, Satō Nobuyuki), marathonloper

## Aangrenzende steden
- Anjo
- Chiryū
- Obu
- Takahama
- Toyoake
- Toyota